# Harold Kottman
Harold William Kottman (Forest Green, 22 agosto 1922 – Panama City, 30 novembre 2004) è stato un cestista statunitense, professionista nella BAA.